# Smoke or Fire
Smoke or Fire est un groupe de punk rock américain, originaire de Boston, dans le Massachusetts. Ils seront recrutés par Fat Mike et feront partie du label Fat Wreck Chords.

## Biographie
Le groupe est à l'origine formé en 1998, lorsque Joe McMahon (chant, basse) s'associe avec Chris Brand (guitare), Bill Ironfield (guitare), et Nick Maggiore (batterie), du New Hampshire. Ils se nomment initialement Jericho, et publient leur premier album, When the Battery Dies, en 2000. Après cette sortie, Chris Brand quitte le groupe, et est remplacé par Jeremy Cochran. Leur popularité s'accroit grâce à leurs concerts do it yourself chez eux ou dans de petits clubs. Boston étant devenu trop cher pour y vivre, le quatuor décide d'emménager à Richmond, en Virginie, pour explorer la scène punk rock et de travailler sur un deuxième album. C'est après le départ de Bill Ironfield que Ken Gurley se joint à la basse, et que Joe McMahon endosse la guitare.
C'est également à cette période qu'ils sont contactés par un autre groupe de Houston aussi appelé Jericho, pour les informer que ce nom était déjà utilisé. Pour éviter toute confusion et action en justice, le groupe se rebaptise Jericho RVA (RVA, initiales de Richmond, Virginie). Ils utilisent alors le nom de Jericho RVA pour l'EP Worker's Union (2003). Worker's Union attire l'attention des critiques. Smoke or Fire sont alors contactés par le label de punk rock Fat Wreck Chords à la fin 2004. Leur premier album, Above the City, est coproduit par Fat Mike de NOFX et publié en mars 2005. Le groupe tournera par la suite aux États-Unis.Le groupe publie un deuxième album, This Sinking Ship, le 20 février 2007. Le troisième, et dernier album en date, The Speakeasy est publié le 9 novembre 2010,.
Après s'être délocalisé en Allemagne, Joe McMahon tournera presque sans pause et publiera son album solo en 2016.

## Membres
- Joe McMahon - guitare, chant
- James Muñoz - basse
- Jeremy Cochran - guitare
- Dave Atchison - batterie